# NGC 5006
NGC 5006 — линзовидная галактика в созвездии Девы. Галактика расположена близко к небесному экватору и частично видна из обоих полушарий в определенное время года. 
Предполагается, что NGC 5006 более чем в 3 раза меньше Млечного Пути. 

## Наблюдение
NGC 5006 располагается примерно на 2/3 пути от Спики до гаммы Гидры. Поиск NGC 5006 осложняется огромным количеством галактик, располагающихся в этой области неба, а также крайне низкой поверхностной яркости в 23,7 mag/arcsec2. Угловой размер галактики довольно большой и составляет примерно 2х1,5'. Галактика лежит к нам плашмя, из-за чего при длинных выдержках можно легко заметить ее структуру и некие спирали.